# Konkurrentanalys
Konkurrentanalys är ett verktyg företag kan använda sig av för att identifiera och utvärdera sina konkurrenter för att sedan välja ut vilka konkurrenter att attackera eller undvika. Analysen används för att hitta möjliga konkurrensfördelar och används inom marknadsföring. Med konkurrensfördelar menas att företaget erbjuder ett högre värde för kunderna än vad konkurrenterna gör. Likt en marknadsundersökning som kan samla in information om konsumenter så används konkurrentanalys för att bilda sig en god uppfattning om sina konkurrerande företag. 
Syftet med en konkurrentanalys är att förbättra den egna verksamhetens förutsättningar gentemot sina konkurrenter och således förstärka sin position på marknaden och bli mer konkurrenskraftigt. Konkurrentanalys handlar även om att förstå och kunna förutspå vad ens konkurrenter tänker göra för framtida strategiska val. Detta gör i sin tur det möjligt att förutspå hur olika konkurrenter kommer att agera när förhållanden i branscher och marknader förändras.

## Delarna i konkurrentanalys
För att genomföra en konkurrentanalys så behöver ett företag först definiera och identifiera sina konkurrenter. När ett företag har identifierat sina huvudkonkurrenter så gäller det att bedöma och analysera deras mål, styrkor, svagheter, strategier och reaktionsmönster. Utifrån den gjorda analysen måste ett företag sedan bestämma sig för vilka konkurrenter de ska angripa och vilka de ska försöka undvika. Genom att samla in data och analysera konkurrenternas styrkor och svagheter kan detta användas för jämförelse samt utveckling av den egna verksamheten.

### Identifiera konkurrenter
Ett första steg i en konkurrensanalys är att fastställa vilka företag på marknaden som kan ses som konkurrenter, identifiera konkurrenter. Detta gör man genom att se vilka företag som erbjuder liknande produkter eller tjänster. Relevant är också konkurrentens prissättning och den valda målgruppen, det vill säga de konsumenter som företaget vänder sig till. Efter att detta har klargjorts så framgår det vilka företagets konkurrenter är. Det finns olika sätt att identifiera konkurrenter. Ett av dem är branschperspektivet, företaget måste förstå dess industri/bransch för att kunna specificera vilkas som är konkurrenter. Det andra är marknadsperspektivet där företaget identifierar de företag som når ut till samma konsumentgrupp. Konkurrenter kan även vara de som strävar efter liknande mål som företaget.
Steget att identifiera konkurrenter handlar inte om att värdera dem, det sker i nästa steg, utan det handlar om att identifiera alla potentiella konkurrenter. Genom att identifiera företagets potentiella konkurrenter kan man genom utvärdering komma fram till vilka som är de faktiska konkurrenterna. I detta steget så bör företaget undvika konkurrentnärsynthet och det innebär att företaget lägger fokus på de primära och uppenbara konkurrenterna och därmed de oförutsägbara konkurrenterna.

### Utvärdera konkurrenter
Att utvärdera och bedöma sina konkurrenter ägnar man sig åt för att ge en bättre bild av vilka man ska utmana och vilka som bör undvikas på en marknad där man tävlar inom samma marknadssegment, ibland med väldigt liknande strategier och mål.
Efter att man har identifierat sina huvudkonkurrenter och vet vilka de är ska man ställa sig ett par frågor. Man vill bland annat lista ut vilka deras mål är, vilka marknadssegment de riktar in sig på, vilka deras strategier är och även deras styrkor och svagheter.
Alla konkurrenter har olika mål inom sina segment, de kan till exempel endast ha segment som överlappar med andra konkurrenter eller både segment som överlappar och segment som sina huvudkonkurrenter inte befinner sig i. Därför är det viktigt att bevaka sina konkurrenters mål och följa deras arbete mot målen. Genom att följa deras arbete kan vi veta om de är nöjda med var de befinner sig nu eller om de vill vidareutvecklas. Om flera företag konkurrerar i samma segment och om samma konsumenter bör de bevaka konkurrenternas marknadssegment ifall att de skulle hitta nya. Detta är en möjlighet för företaget som får fler marknadssegment än sina konkurrenter att rikta in sig på eftersom det leder till fler kunder och större marknadsandelar.
För att fullt förstå sina konkurrenter måste man också veta hur de arbetar för att uppfylla sina mål. Om företagen tävlar om samma marknadssegment och dessutom har samma eller liknande strategi måste man försöka lista ut hur de höjer kundernas tillfredsställande genom att ta reda på vilken kvalité deras produkter har, vilka prissättningar de använder, vad kunderna tycker om deras kundservice, lojalitetsprogram och så vidare. Allt som bidrar med att kunderna väljer just det företaget bör man veta om så att man i senare läge kan bedöma deras styrkor (och även svagheter).
När man vet vilka mål och hur ens konkurrenter arbetar med att uppnå sina mål börjar man förstå vad de är kapabla till att göra. Konkurrentens styrkor och svagheter börjar då bli synliga, med hjälp av dessa kan man hitta områden man kan utveckla eller förändra i det egna företaget för att bli starkare än sina konkurrenter. Om de är bättre på ett specifikt område kan man förbättra det och om de gör något som visar sig ha en negativ effekt på verksamheten kan man ta lärdom av det.

### Fastställa konkurrenter att attackera och undvika
När ett företag valt sina konkurrenter genom tidigare beslut om kundens mål och marknadsföringsstrategi måste nu företaget bestämma vilka konkurrenter de ska konkurrera mot som kraftigast.
Många företag väljer att konkurrera mot svagare konkurrenter eftersom det kräver både mindre resurser och mindre tid. Detta kan dock resultera i att företaget inte får ut lika mycket som om man valt att konkurrera mot en starkare konkurrent. Genom att konkurrera mot starkare konkurrenter kan företaget förbättra olika förmågor och ofta när man lyckas mot dessa ger det en större avkastning.
De flesta företag föredrar att konkurrera mot andra liknande företag, det vill säga nära konkurrenter snarare än avlägsna konkurrenter. Företag konkurrerar alltså ofta mot de som erbjuder liknande eller samma produkter och tjänster. Samtidigt vill företag inte konkurrera ut och därmed ”förstöra” en nära konkurrent. Vad som kan hända när detta sker är att den nära konkurrenten tvingas sälja ut sig till ett större företag. Detta kan leda till att företaget som konkurrerade ut företaget kan få en annan, större konkurrent mot sig.
En industri innehåller ofta både bra och dåliga konkurrenter. Bra konkurrenter kan dra nytta av varandra genom att till exempel dela på kostnader för marknads- och produktutveckling. Samtidigt kan företag se sina konkurrenter som icke-fördelaktiga och väljer att bryta mot branschens regler.